# Na Olšině (rybník)
Retenční nádrž Na Olšině se nalézá nedaleko od přírodní památky U Sítovky na katastrálním území Nový Hradec Králové asi 100 m západně od turistického rozcestníku Černá stráň. Nádrž byla vybudována v roce 2006 za účelem retence vody a zlepšení letních průtoků ve Stříbrném potoce, zkvalitnění mikroklimatu v okolí a zvýšení rekreační funkce lesa. U nádrže byl vybudován altán s ohništěm a lavičky k posezení.
V blízkosti se nalézá oplocený výběh ve kterém lze pozorovat jeleny sika Dybowského.

## Galerie

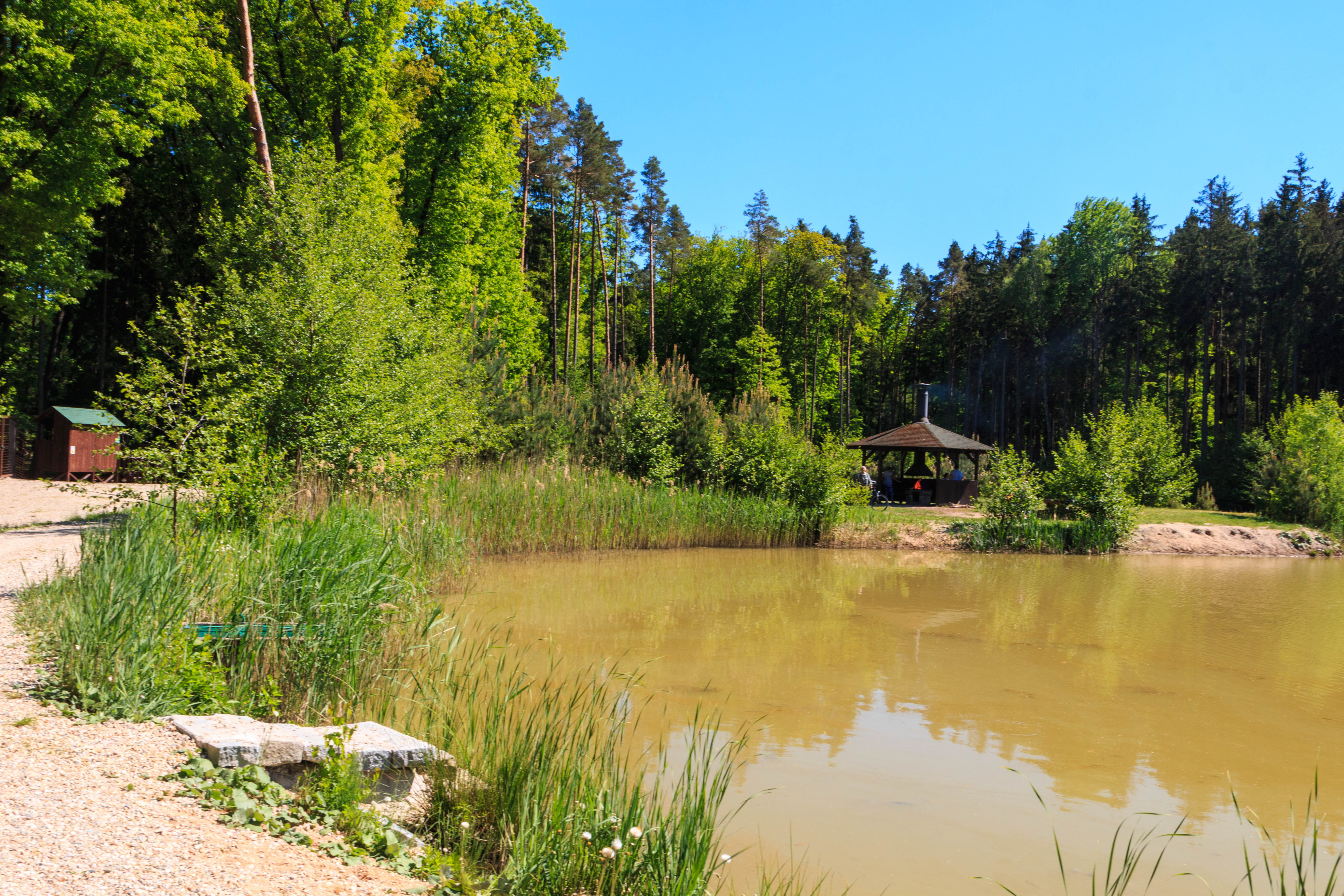
retenční nádrž Na Olšině
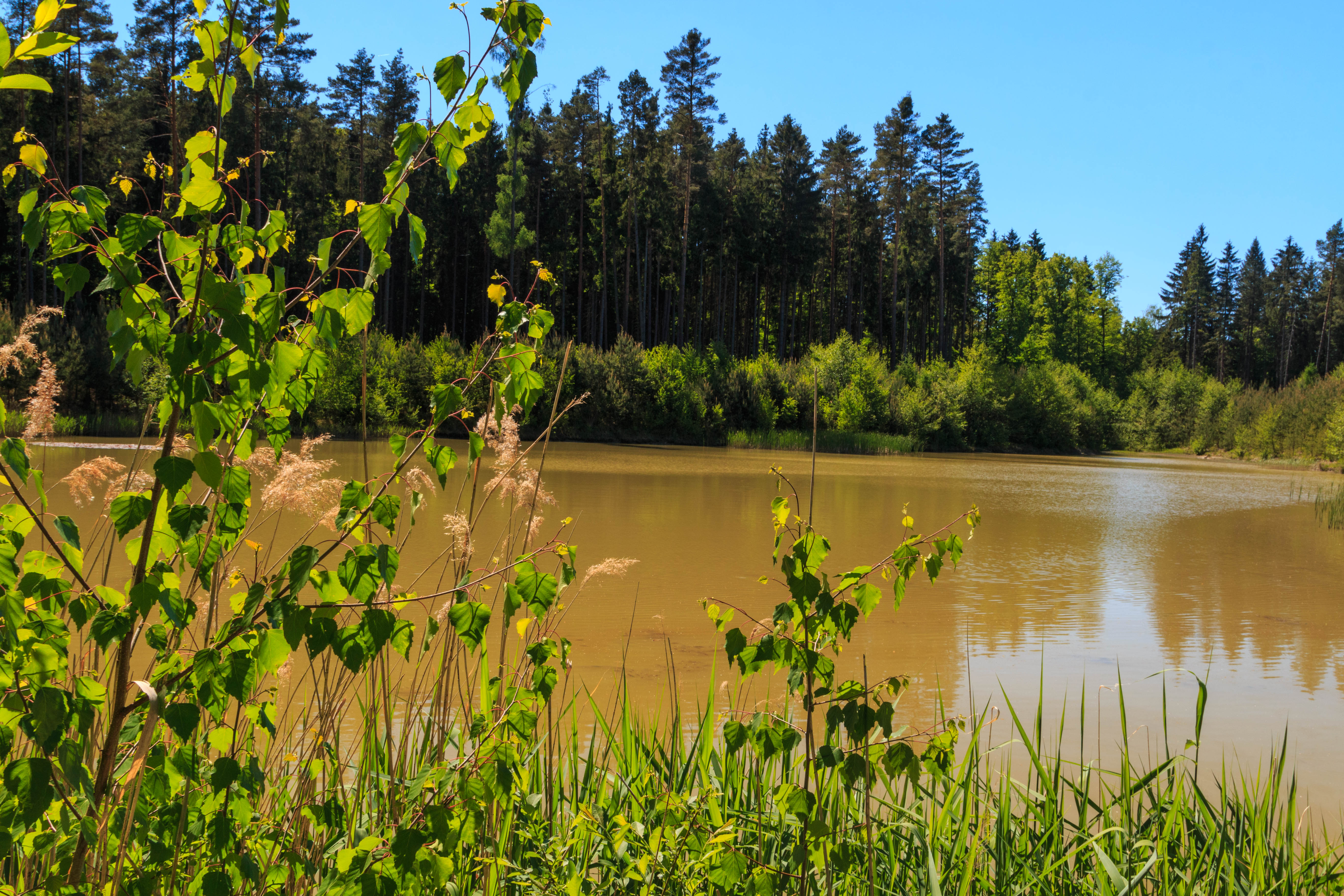
retenční nádrž Na Olšině
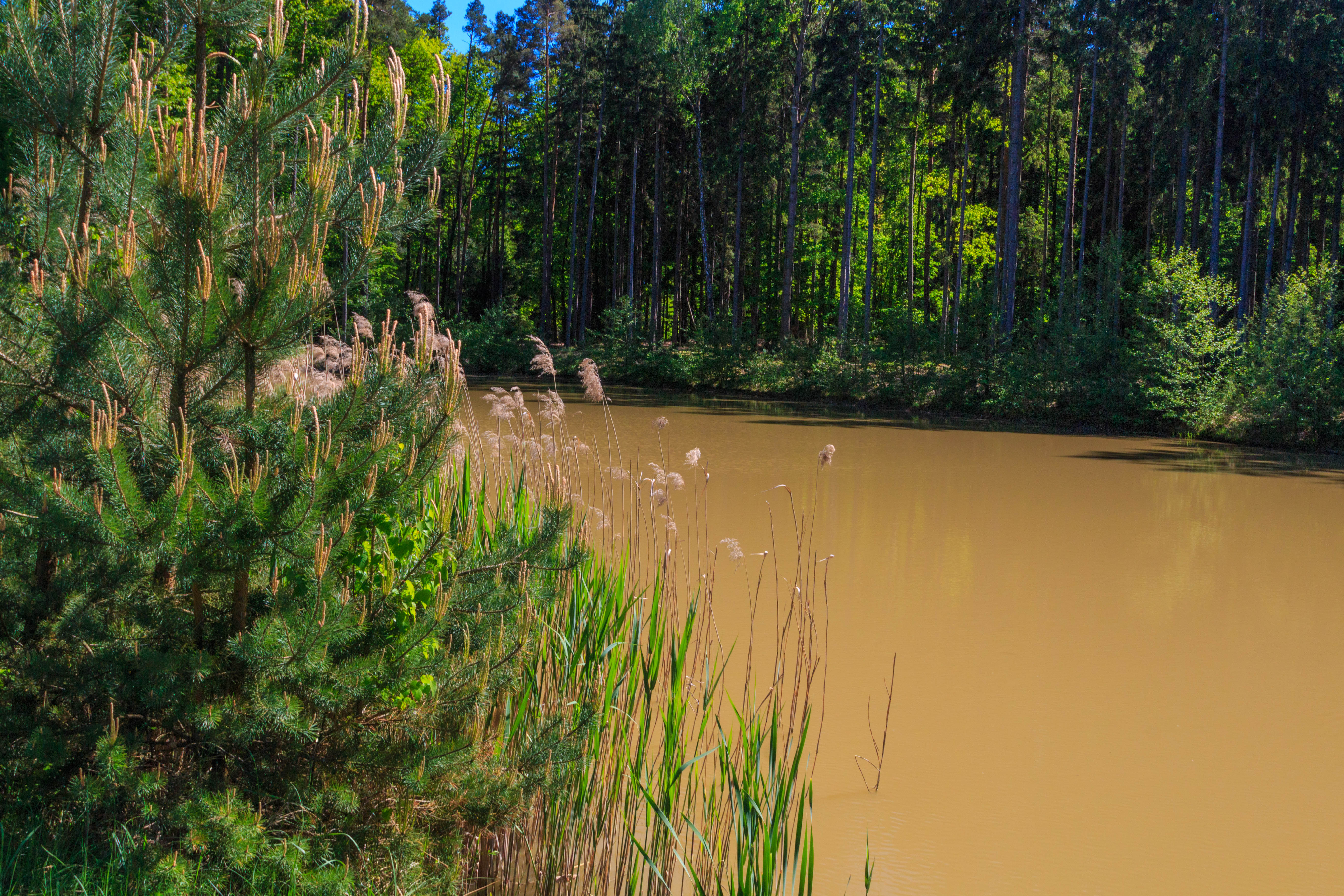
retenční nádrž Na Olšině
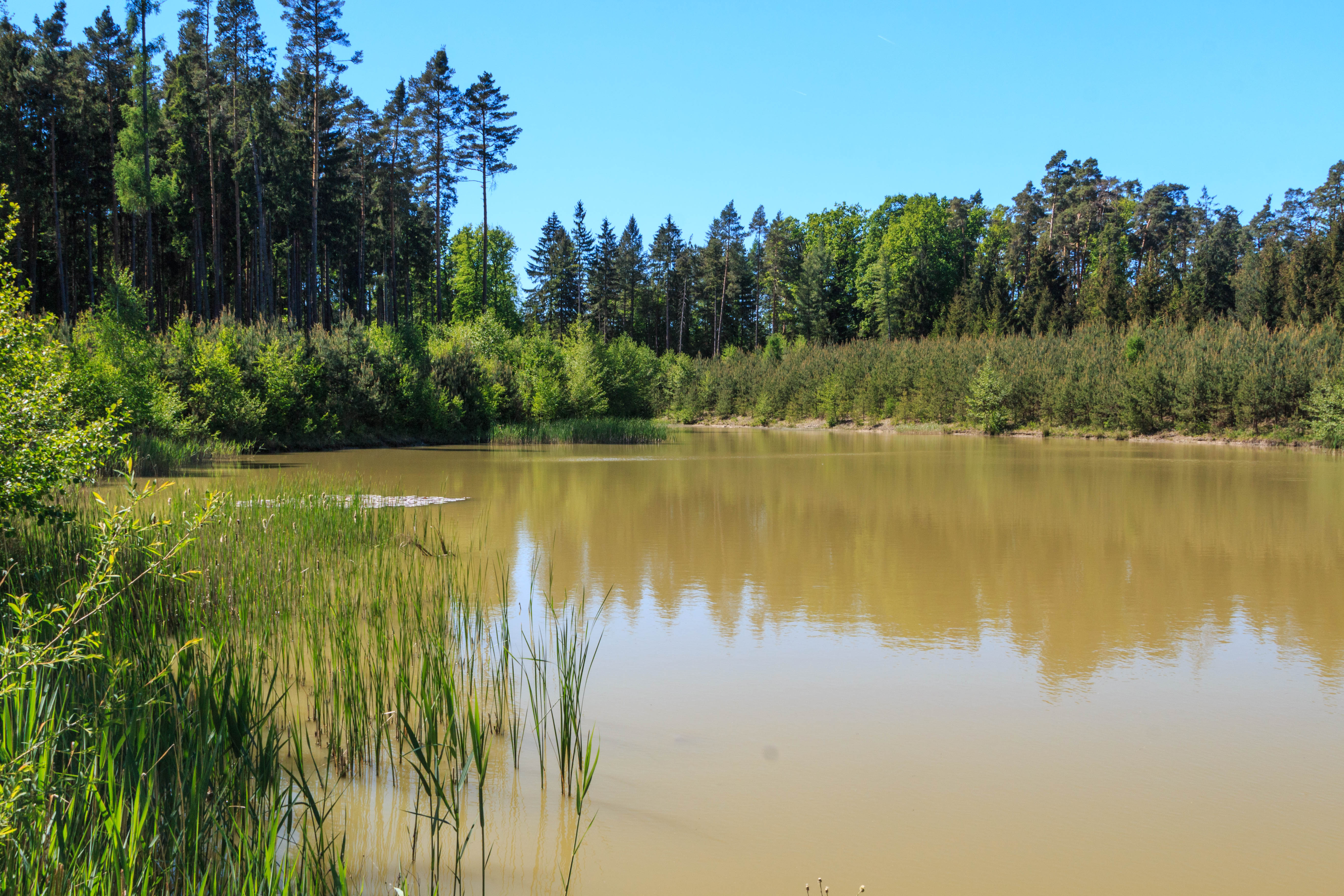
retenční nádrž Na Olšině